# دبلوماسية الطهى

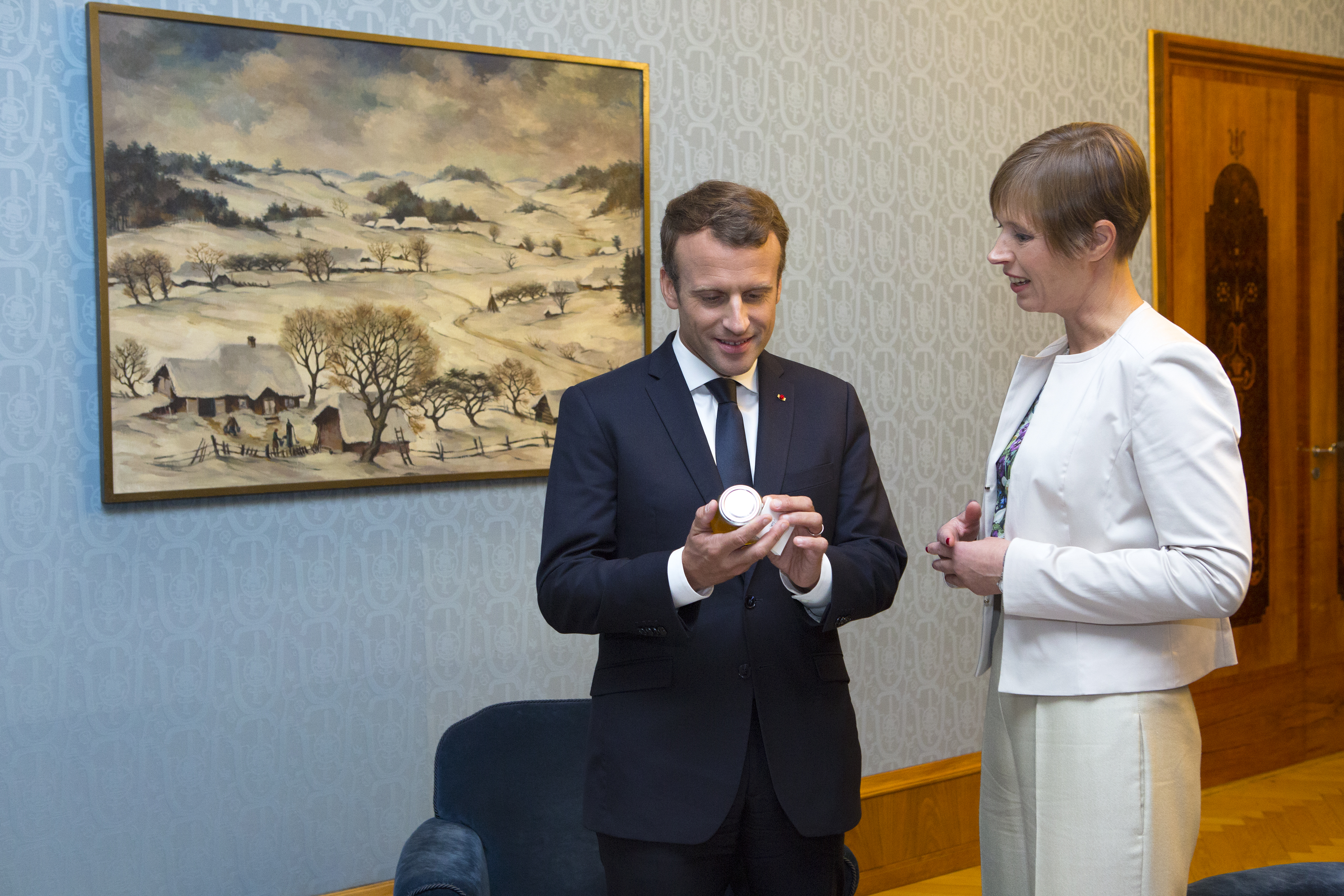

دبلوماسية الطهى ، والمعروفة أيضًا باسم الدبلوماسية المعدة، هي نوع من الدبلوماسية الثقافية، وهي في حد ذاتها مجموعة فرعية من الدبلوماسية العامة. الفرضية الأساسية هي أن «أسهل طريقة لكسب القلوب والعقول هي من خلال المعدة». .وقد تم تأسيس برامج دبلوماسية رسمية للطهي برعاية الحكومة في تايلاند وكوريا الجنوبية وماليزيا وبيرو والولايات المتحدة.

## الخلفية والتعريفات
تستخدم مصطلحات «دبلوماسية الطهي» و «المعدة المعدية» منذ أوائل العقد الأول من القرن الحالي، وقد تم تعميمها من قبل علماء الدبلوماسية العامة بول روكاوير وسام تشابيل سوكول. كان هناك ذكر مبكر لهذا المفهوم في مقالة اقتصادية 2002 حول برنامج المطبخ التايلاندي في العالم 
في عام 2011 نشرت مقالة في مجلة "القضايا والدراسات" التايوانية، كتب روكاوير أن "دبلوماسية المعدة مبنية على فكرة أن أسهل طريقة لكسب القلوب والعقول هي من خلال المعدة." " كتب تشابل سوكول في مقال 2013 في مجلة لاهاي للدبلوماسية أن دبلوماسية الطهي هي "استخدام الغذاء والمأكولات كأداة لخلق تفاهم بين الثقافات على أمل تحسين التفاعلات والتعاون".